# Alan Williams (duchowny)
Alan Williams SM (ur. 15 marca 1951 w Blackburn) – brytyjski duchowny katolicki, biskup Brentwood od 2014.

## Życiorys
Święcenia kapłańskie otrzymał 30 kwietnia 1983 w zgromadzeniu marystów. Był m.in. wykładowcą zakonnego kolegium w Blackburn i uniwersytetu w Sheffield, rektorem sanktuarium w Walsingham oraz przełożonym regionalnym marystów.
14 kwietnia 2014 papież Franciszek mianował go ordynariuszem diecezji Brentwood. Sakry udzielił mu 1 lipca 2014 metropolita Westminster – kardynał Vincent Nichols.
W kwietniu 2015 wraz z ks. Grahamem Smithem rozpoczął starania o wszczęcie procesu beatyfikacyjnego ks. Tomasa Bylesa.